# Stolpersteine in der Toskana

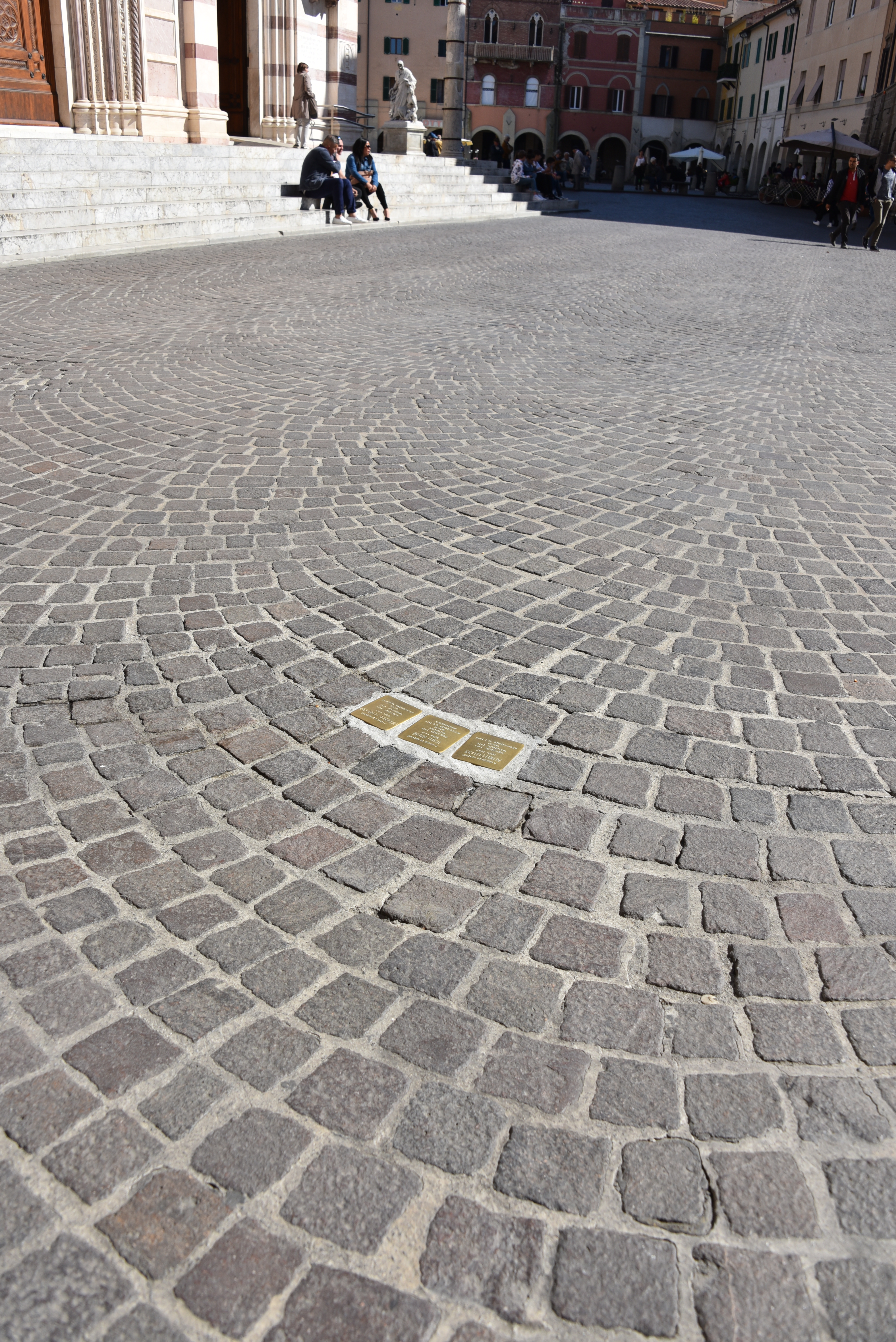
Stolpersteine in Grosseto

Die Stolpersteine in der Toskana geben einen Überblick der in der Toskana verlegten Stolpersteine. Sie erinnern an das Schicksal der Menschen dieser Region, die von Nationalsozialisten ermordet, deportiert, vertrieben oder in den Suizid getrieben worden sind. Die Stolpersteine wurden von Gunter Demnig verlegt. Sie liegen im Regelfall vor dem letzten selbstgewählten Wohnort des Opfers. Ihre Bezeichnung lautet auf Italienisch: Pietre d'inciampo.
Demnig verlegt seit 2013 in der Toskana. Die erste Verlegung von vier Stolpersteinen fand am 17. Januar 2013 in Livorno statt.

## Verlegte Stolpersteine
In folgenden Orten der Toskana wurden bislang Stolpersteine verlegt:
- Bagno a Ripoli (2 Stolpersteine)
- Capraia e Limite (11 Stolpersteine)
- Cerreto Guidi (9 Stolpersteine)
- Empoli (21 Stolpersteine)
- Figline e Incisa Valdarno (3 Stolpersteine)
- Florenz (74 Stolpersteine)
- Fucecchio (7 Stolpersteine)
- Grosseto (3 Stolpersteine)
- Lamporecchio (4 Stolpersteine)
- Livorno (23 Stolpersteine)
- Lucca (5 Stolpersteine, 1 Stolperschwelle)
- Magliano in Toscana (1 Stolperstein)
- Montecatini Terme (5 Stolpersteine)
- Montelupo Fiorentino (17 Stolpersteine)
- Pisa (4 Stolpersteine)
- Prato (40 Stolpersteine)
- San Casciano in Val di Pesa (2 Stolpersteine)
- Scandicci (1 Stolperstein)
- Siena (2 Stolpersteine)
- Sinalunga (1 Stolperstein)